# Parioglossus dotui
Parioglossus dotui is een straalvinnige vissensoort uit de familie van wormvissen (Microdesmidae). De wetenschappelijke naam van de soort is voor het eerst geldig gepubliceerd in 1958 door Tomiyama.